# 퓌제셔보니구

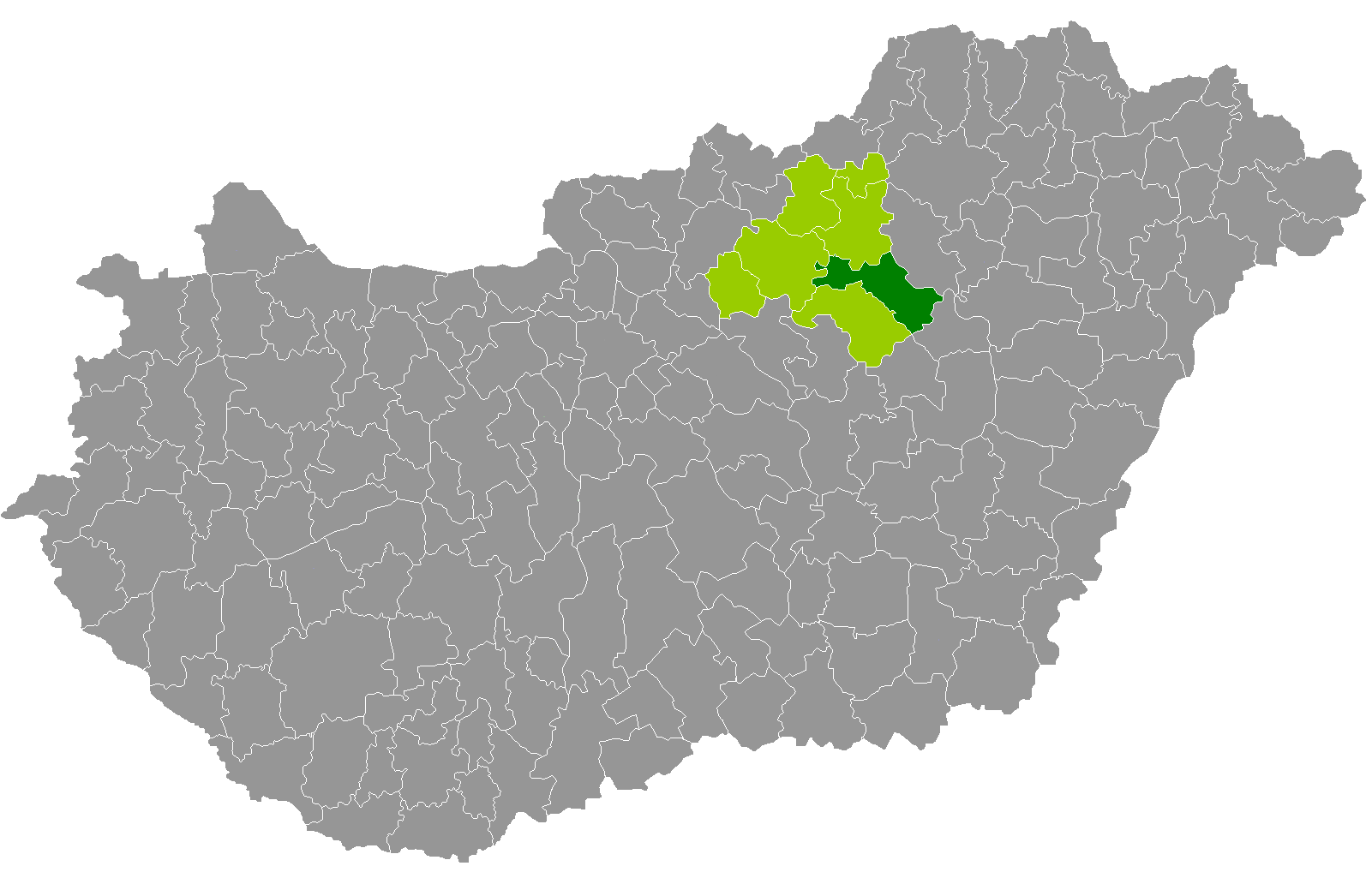
헤베시주 지도에 표시된 퓌제셔보니구의 위치

퓌제셔보니구(헝가리어: Füzesabonyi járás)는 헝가리 헤베시주에 위치한 구로 구청 소재지는 퓌제셔보니이며 면적은 578.55km2, 인구는 30,416명(2011년 기준), 인구 밀도는 53명/km2이다.
북쪽으로는 에게르구, 동쪽으로는 보르쇼드어버우이젬플렌주 메죄쾨베슈드구, 야스너지쿤솔노크주 티서퓌레드구, 남서쪽으로는 헤베시구, 서쪽으로는 죈죄시구와 접한다. 16개 지방 자치체(1개 시, 15개 마을)를 관할한다.

구 문장